# Formy nadložního humusu
Formy nadložního humusu jsou druhy humusu, se kterými se můžeme setkat v rámci půdního profilu. Jedná se o vertikální sloupce určitých kvalit a vlastností. Tyto formy jsou tři a jmenují se: Mor, Mull a Moder. V půdním profilu se může vyskytovat jeden tento horizont v dané lokalitě.

## Mor
Tento horizont se vyznačuje nízkým pH (3-4), je mělký, zooedafon obsahuje hlavně roztoče a chvostoskoky. Drží se na něm hodně opadanky. Výrazným znakem je, že ho lze odtrhnout od povrchu půdy.

## Mull
Mull je forma nadložního humusu vyznačující se neutrální až slabě kyselou reakcí. Ze zooedafonu se zde setkáváme hlavně se žížalami. Je zde vyšší intenzita biochemických reakcí. Je propojen se spodními horizonty, proto lze ho jen těžko odtrhnout od půdy.

## Moder
Jedná se o rašelinný horizont se zbytky rašeliníku.